# Lisa Jacobs
Lisa Jacobs es una violinista neerlandesa.
Desde los ocho años estudió en el Conservatorio de Utrecht con Joyce Tan. Entre 2003 y 2009 estudió en el Conservatorio de Ámsterdam con Ilya Grubert. Simultáneamente en 2007-2009 estudió en la Hochschule für Musik und Theater München con Christoph Poppen. Recibió clases magistrales de Maksim Venguérov, Anna Chumachenko, Nelly Shkolnikova. En 2005 ganó Concurso Internacional Jascha Heifetz en Vilna.
A los 17 años debutó con la Orquesta Real del Concertgebouw bajo la dirección de Riccardo Chailly. Ha grabado un disco de conciertos para violín de Pietro Locatelli, a quien le debía su primer amor por el violín cuando era niña. También lanzó una grabación de concierto del Concierto para violín de Carl Nielsen, que recibió críticas controvertidas.

## Enlaces
- Sitio oficial

- Datos: Q2364999
- Multimedia: Lisa Jacobs / Q2364999